# Ptesimogaster lemkoi
Ptesimogaster lemkoi är en stekelart som beskrevs av Braet 2001. Ptesimogaster lemkoi ingår i släktet Ptesimogaster och familjen bracksteklar. Inga underarter finns listade i Catalogue of Life.